# San Martín de Ubierna
San Martín de Ubierna es una localidad situada en la provincia de Burgos, comunidad autónoma de Castilla y León (España), comarca de Alfoz de Burgos. Su situación administrativa es la de Entidad Local Menor dependiente del ayuntamiento de Merindad de Río Ubierna.

## Datos generales
En 2006 contaba con 46 habitantes. Está situada 9 km al norte de la sede de la cabecera municipal, Sotopalacios, junto a las localidades de Castrillo de Rucios, Mata, Ubierna y Huérmeces, a la salida del desfiladero del río Ubierna y en la confluencia con el arroyo de Rucios. El punto a mayor altitud es Monteacedo, de 1.036 m s. n. m. Código Postal 09141.

## Comunicaciones
- Carretera:  en esta localidad convergen las carreteras nacionales de Burgos a Santander. La N-627 por Aguilar de Campoo y la N-623 por el puerto de El Escudo.

## Historia
Primera referencia en el año de 1103, Sancti Martini de Ovirna.
Barrio de Ubierna, en la Jurisdicción de Río Ubierna en el Partido de Burgos, uno de los catorce que formaban la Intendencia de Burgos, durante el periodo comprendido entre 1785 y 1833. En el Censo de Floridablanca de 1787 figura como jurisdicción de realengo con alcalde pedáneo.
Desde la creciente despoblación que azotó a la provincia de Burgos tras la guerra civil, este barrio o pueblo, perdió casi toda su población. Quedando únicamente tres familias autóctonas. 
Compró un gran terreno un comerciante de vinos de Burgos, este fue fragmentado y vendido en parcelas, las cuales han ido prosperando y dando vida a este enclave hasta tener en el año 2007 44 habitantes censados.

## Parroquia
Dependiente de la parroquia de Ubierna en el Arciprestazgo de Ubierna Úrbel.